# Open Dynamics Engine

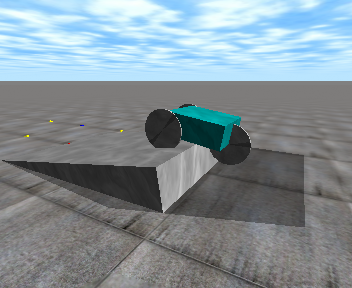
一緒に配布されている簡単な自動車の挙動サンプル。（demo_buggy）

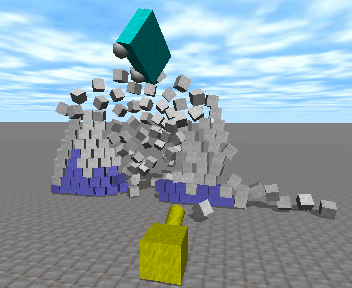
一緒に配布されている大量のオブジェクトとの追突計算のサンプル。（demo_crash）

ODE（Open Dynamics Engine、オープン・ダイナミクス・エンジン）とは、オープンソース方式で開発されている物理演算エンジンである。BSDライセンスとLGPLの両ライセンスが適用されている。
コンポーネントとして動力学演算部分と衝突検出演算部分から構成されている。流体シミュレーション・布シミュレーション・軟体の表現はサポートされていない。

## 描画機能
簡易描画ライブラリとしてOpenGLをベースに作られたdrawstuffが付属している。これは実行結果を簡易的に描画するのが目的でありODE自体の一部ではないので、drawstuffでの描画を行わずに演算結果の数値のみを取りだす事も可能である。
間接的にDirectXを利用して描画する事も出来る。ODEにIrrlicht EngineやOGREなどの3次元レンダリングエンジンを組み合わせた物も存在する。

## 採用実績
- ブラッドレイン2
- S.T.A.L.K.E.R
- グーの惑星